# Konwencja z Jaunde
Konwencja z Jaunde – porozumienie handlowe podpisane w stolicy Kamerunu, Jaunde, przez Wspólnotę Europejską i stowarzyszone z nią kraje Afryki oraz Madagaskar.

## Pierwsza konwencja
Pierwsza konwencja z Jaunde podpisana została 20 lipca 1963 przez Wspólnotę Europejską oraz 18 byłych kolonii. Obowiązywała przez okres pięciu lat, a weszła w życie 1 czerwca 1964. Kraje afrykańskie miały być według jej postanowień rynkiem zbytu dla Wspólnoty Europejskiej oraz rynkiem zakupu towarów egzotycznych. W zamian państwa te otrzymać miały pomoc finansową, pomoc w unowocześnianiu produkcji, szkoleniu wykwalifikowanych pracowników itp.

## Druga konwencja
Druga konwencja z Jaunde podpisana została 29 lipca 1969, a weszła w życie 1 stycznia 1971. Rozszerzała obszary relacji i powiązań gospodarczych rozpoczętych po podpisaniu pierwszego dokumentu. Obowiązywała do czasu podpisania konwencji z Lomé. W 1973 roku do konwencji z Jaunde dołączył Mauritius.